# Вільхівська сільська рада (Станично-Луганський район)
| Вільхівська сільська рада — колишній орган місцевого самоврядування у Станично-Луганському районі Луганської області з адміністративним центром у с. Нижня Вільхова. Сільській раді були підпорядковані населені пункти: - с. Нижня Вільхова - с. Верхня Вільхова - с. Малинове - с. Плотина - с. Пшеничне |

## Склад ради
Рада складалася з 16 депутатів та голови.

### Керівний склад ради
| ПІБ                          | Основні відомості                                                                       | Дата обрання | Дата звільнення |
| ---------------------------- | --------------------------------------------------------------------------------------- | ------------ | --------------- |
| Цюбенко Лідія Іванівна       | Сільський голова, 1959 року народження, освіта, позапартійна                            | 26.03.2006   | 31.10.2010      |
| Івановська Олена Никифорівна | Сільський голова, 1964 року народження, освіта середня спеціальна, член Партії регіонів | 31.10.2010   |                 |

Примітка: таблиця складена за даними джерела